# Koch International Poland
Koch International Poland SP z o.o. – polska wytwórnia muzyczna, oddział Koch International, powstała w 1994 roku we Wrocławiu. Rok później siedziba firmy została przeniesiona do Warszawy.
W katalogu wytwórni znajdowali się m.in. tacy wykonawcy, jak: Apteka, Bakshish, Hanna Banaszak, Bandog, Ewa Bem, Danuta Błażejczyk, Lombard, Fading Colours, Vader, Ich Troje, Lady Pank, oraz Kasa Chorych.
Po 2002 roku wytwórnia wycofała się z Polski. Funkcję prezesa pełnił Andreas Schubert.